# 도미아이역
도미아이역(일본어: 富合駅)은 일본 구마모토현 구마모토시 미나미구에 있는 규슈 여객철도 가고시마 본선의 역이다. 상대식 승강장 2면 2선의 구조를 지닌 지상역이다.

## 타는 곳
| 1 | ■ 가고시마 본선 | (상행) | 구마모토 · 오무타 방면 |
| 2 | ■ 가고시마 본선 | (하행) | 야쓰시로 방면          |
| 2 | ■ 미스미 선     |        | 미스미 방면            |

## 역 주변
- 규슈 여객철도 신칸센부 구마모토 종합 차량소
- 구마모토 시 미나미 구청
- 니시쿠마모토 병원

## 인접 정차역
| 규슈 여객철도 가고시마 본선 | 규슈 여객철도 가고시마 본선     | 규슈 여객철도 가고시마 본선 |
| --------------------------- | ------------------------------- | --------------------------- |
| 가와시리 아라오 방면        | ■ 쾌속 '구마모토 라이너' ■ 보통 | 우토 야쓰시로 방면          |